# Sven Sahlberg

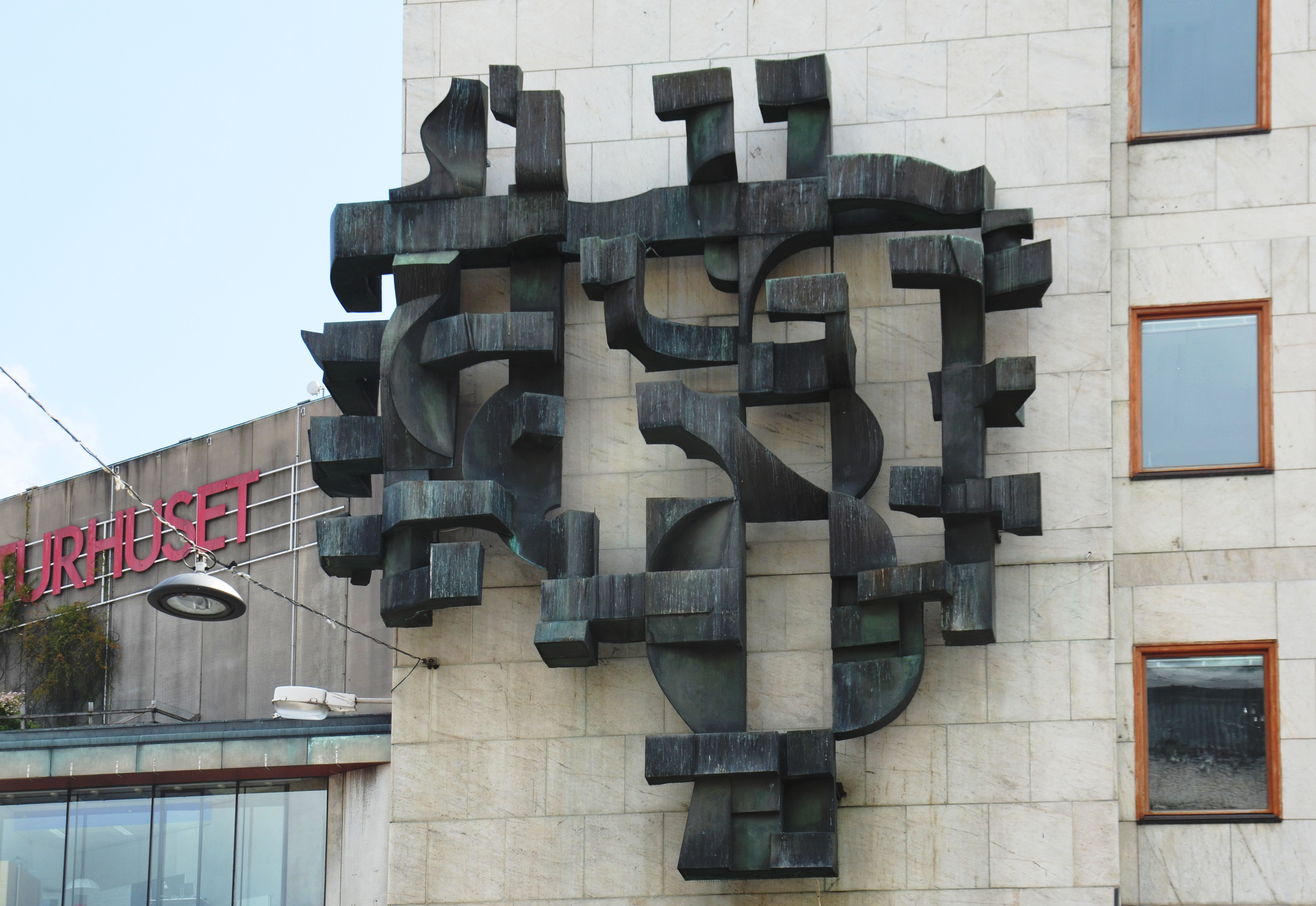
Ränta på ränta på Klarabergsgatan i Stockholm

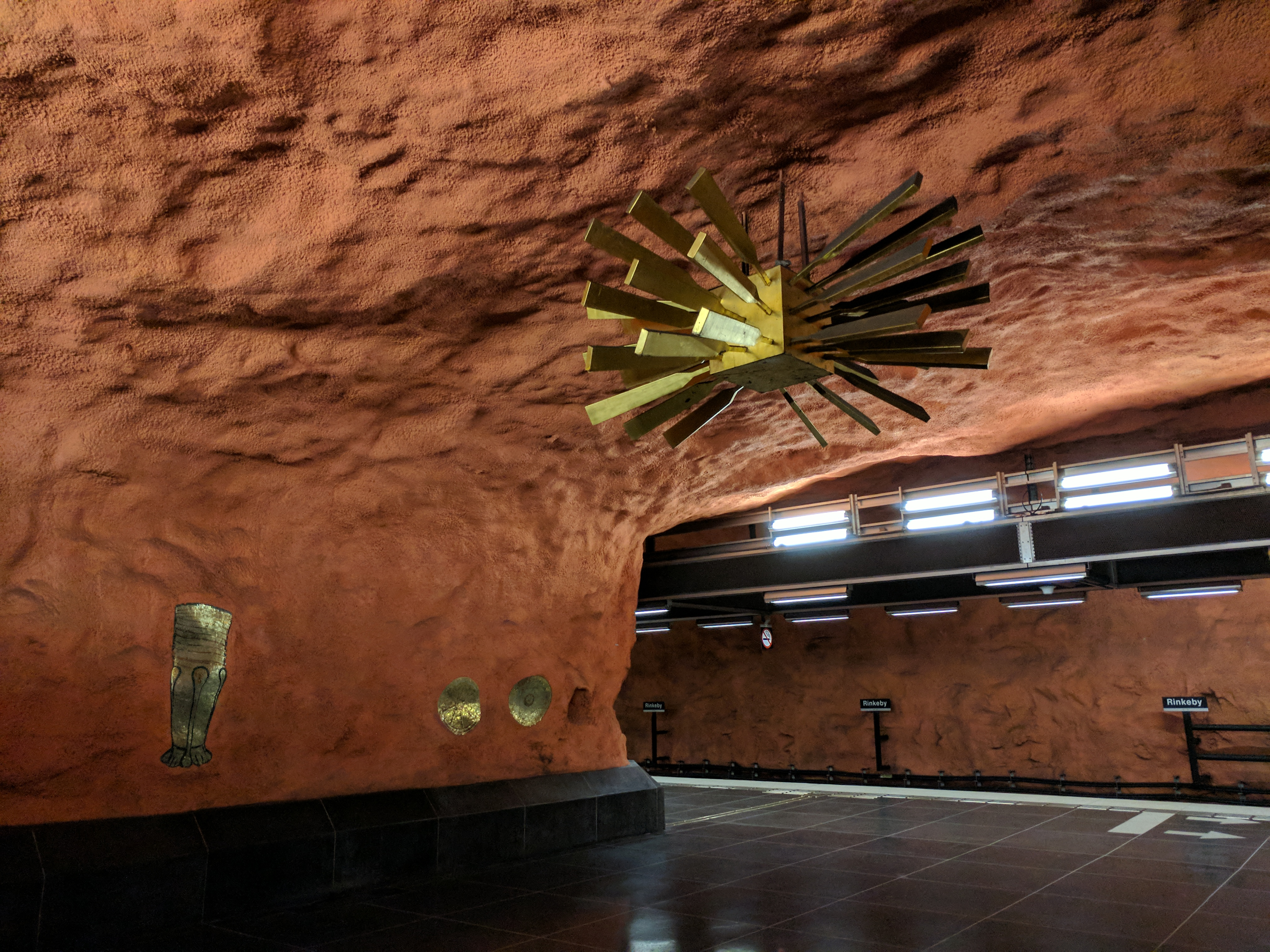
I mittvalvets tak i Rinkeby tunnelbanestation hänger Sven Sahlbergs Roslagsros, en skulptur i förgylld plåt, som en stor sol av guld. Med sina kronblad av åror för den tankarna till forna tiders vattenburna resor.

Sven David Sahlberg, född 19 december 1909 i Sundbyberg, död 30 augusti 2008 i Nacka, var en svensk målare, tecknare och skulptör.
Sven Sahlberg studerade vid  Tekniska skolan, hos Carl Wilhelmson och på Konstakademien. Han gjorde studieresor till Holland, Belgien, Frankrike och Italien. Han målade porträtt, figurkompositioner, landskap från Öland, interiörer och stilleben och gjorde även glasdekor. Han tilldelades Ester Lindahls stipendium 1940.
I september 2004 ställde Sven Sahlberg för första gången ut sina egna målningar i  Olle Nymans Konsthall på Duvnäs gård vid Strandpromenaden i Saltsjö-Duvnäs. I januari 2006 hade han vid 97 års ålder en utställning på Galleri Kavaletten i Stockholm.
Sven Sahlberg var fyra dagar äldre än vännen och kollegan Olle Nyman, som bodde och arbetade på Duvnäs gård vid Strandpromenaden i Saltsjö-Duvnäs. När Sven Sahlberg i mitten på 1960-talet flyttade till Nacka, blev han och Olle Nyman grannar och de umgicks mycket.

## Offentlig utsmyckning
- Ränta på ränta, skulptur i koppar, på fasaden till Klarabergsgatan 23 på Norrmalm i Stockholm
- Gestaltning av  Rinkeby T-banestation i Stockholm, 1975, tillsammans med Nisse Zetterberg och Lennart Gram.

Rinkeby tunnelbanestation utsmyckades av tre olika konstnärer, av Sven Sahlberg, Nisse Zetterberg och Lennart Gram. I mittvalvets tak hänger Sven Sahlbergs Roslagsros, en skulptur i förgylld plåt, som en stor sol av guld och med kronblad av åror. Med sina kronblad av åror för den tankarna till forna tiders vattenburna resor.
Nisse Zetterbergs konstverk har gjort en roströd grotta med guldmosaik föreställande fynd från vikingatiden som gjorts vid utgrävningar i området. Han har utgått från de fynd från vikingatiden, som gjorts vid utgrävningar i området, i sin gestaltning av Rinkebys tunnelbanestation. De små, små fynden har han sedan förstorat upp till stora väggmosaiker, som glittrar i guld mot de roströda bergväggarna. Rinkebybocken är till exempel inte större än en tioöring i verkligheten! Rinkeby ligger i ett av de runstensrikaste områdena i Stockholmstrakten och därför kan man även hitta mosaiker i form av två runstenar i mittvalvet.
Lennart Grams bilder med fåglar finns flygande på spårväggen i tågets riktning.

## Representerad
Sven Sahlberg finns representerad på
- Nationalmuseum[8] i Stockholm
- Moderna museet[9]  i Stockholm
- Kalmar museum
- Linköpings museum
- Östersunds museum
- Prins Eugens Waldemarsudde